# جون هدسون
جون هدسون (6 يونيو 1966 - ) (بالإنجليزية: John Hudson)‏ هو لاعب كرة سلة أمريكي في مركزي الوسط وهجوم قوي الجسم.

## وصلات خارجية
- جون هدسون على موقع كلية كرة السلة في سبورتس رفرنس.كوم (الإنجليزية)
- جون هدسون على موقع بروبوليرز (الإنجليزية)